# پروانه و شعله
پروانه و شعله (به زبان انگلیسی: Moth and the Flame) انیمیشنی از مجموعه سمفونی احمقانه است که به کارگردانی برت جیلت در والت دیزنی در ۱ آوریل ۱۹۳۸ منتشر شد.